# C'era una volta Steve McQueen
C'era una volta Steve McQueen (Finding Steve McQueen) è un film del 2019 diretto da Mark Steven Johnson.

## Trama
1980. Harry James Barber vive in una piccola città di provincia, ed ha un piccolo lavoro al cinema locale; ha una storia con una ragazza, Molly Murphy, una giovane vedova il cui marito è morto in un incidente automobilistico. Molly vorrebbe passare al prossimo passo della loro relazione, tuttavia Harry è titubante; così un giorno la porta nella tavola calda e gli racconta la sua vera storia. In un serie di flashback, intervallati dalle reazioni di Molly, lo spettatore scopre come Harry sia arrivato lì.
Nel 1972 Harry è un ladruncolo da poco, grande fanatico delle muscle car e di Steve McQueen; ha un fratello, Tommy, veterano del Vietnam tornato distrutto e ridottosi a stordirsi continuamente con la marijuana; suo zio Enzo Rotella è un piccolo boss legato alla mafia, con una ditta di inscatolamento di bevande; Enzo ha saputo da un conoscente ammanicato con mafiosi importanti che Richard Nixon, all'epoca ancora presidente degli Stati Uniti d'America, avrebbe nascosto un tesoretto di 30.000.000 $, il suo fondo nero per la campagna di rielezione del 1972, in una cassetta di sicurezza nella California United Bank; Enzo odia personalmente Nixon come uomo e come politico, quindi considera un furto ai suoi danni tanto una occasione di guadagno quanto una soddisfazione personale, se non addirittura un dovere civico. L'uomo arruola nel gruppo che lo aiuterà a compiere la rapina i nipoti Harry e Tommy, insieme a professionisti fidati: Pauly Callahan e Ray Darrow.
La banda si trasferisce in California e affitta una casa come base operativa; studiato il posto, compiono la rapina in 3 notti, quelle del weekend (la banca chiude venerdì e riapre solo lunedì); è durante questo periodo che Harry conosce Molly, ma non le rivela il vero scopo del viaggio, dicendole che è lì per turismo. Nonostante una serie di difficoltà la banda riesce a penetrare nel caveau, ma qui li attende una sorpresa; per quanto il bottino sia notevole (molti beni non erano stati dichiarati ed includevano gioielli e denaro contante) i 30 milioni non ci sono; una notte rischiano quasi di essere scoperti quando un uomo, che Darrow (messo a fare il palo) identifica come un poliziotto, arriva ad aspettare qualcuno; però è un falso allarme: l'uomo ed altri arrivati dopo attendevano solo i figli, andati con un bus a disputare una gara sportiva fuori città. Nonostante tutto, Enzo non vuole mollare ma ormai l'alba è quasi arrivata e il gruppo è costretto ad abbandonare la ricerca del fondo nero, accontentandosi dei 9 milioni presi dalle altre cassette.
Quello che Enzo, Harry e gli altri non sanno è che il responsabile del fondo nero, un pezzo grosso della Casa Bianca legato strettamente a Nixon, aveva messo nella sua cassetta un album di figurine di baseball: dietro una di queste l'uomo ha scarabocchiato un numero di conto corrente, il vero deposito dei soldi! Ancora amareggiato per il mezzo fallimento, Enzo dà solo 10.000 $ a Harry prima che la banda si separi; l'album finisce in mano a Tommy, che ha la passione del baseball e scarta quelle che ancora gli mancano, lasciando le altre nel taxi che lui e Harry hanno preso. Mentre i fratelli Barber tornano a casa, Enzo va con i complici a piazzare il ricavato e vendere tutto ciò che non è denaro contante.
L'indagine sul furto viene assegnata all'agente FBI Howard Lambert, che ironicamente è il poliziotto avvistato da Ray Darrow durante la rapina. Lambert e la giovane agente Sharon Price si mettono al lavoro; Lambert intuisce da subito che qualcosa non quadra nella banca, e ne ha la conferma quando il funzionario della Casa Bianca proprietario dell'album di figurine sminuisce l'entità del danno; come se non bastasse, il vicedirettore Mark Felt lo avvisa di andarci piano e non pestare i piedi a qualche potente: in quello stesso periodo, Carl Bernstein e Bob Woodward stanno indagando sulla effrazione al Watergate e presto scoppierà lo Scandalo Watergate!
Lambert prosegue con le indagini e riesce con pazienza e risolutezza a trovare la casa affittata da Enzo; la banda ha dimenticato o non controllato che la lavastoviglie fosse accesa, quindi i piatti sono rimasti sporchi e pieni di impronte; Lambert ordina l'arresto di tutti i componenti: Harry si salva perché era uscito per fare la spesa, e vedendo il fratello arrestato, capisce che non può fare niente se non sparire! Lambert trova anche, nel taxi preso dai fratelli Barber, le figurine scartate da Tommy; compresa quella con il numero di conto di una banca in un paradiso fiscale, cominciando a capire il vero motivo dietro la ritrosia della Casa Bianca.
Nel presente, Molly digerisce la storia e propone a Harry di scappare insieme; ma Harry ha altri piani: ha già confessato tutto a suo padre, lo sceriffo della città, che ha chiamato l'FBI; l'agente Lambert arriva e arresta Harry, che prima di andare in prigione riceve la promessa da Molly di aspettarlo.
Harry sarà condannato a 7 anni di reclusione, ma ne sconterà solo 3! Le autorità ridurranno la pena dopo aver letto una lettera (scritta dallo sceriffo Murphy e controfirmata da molti cittadini del paesino) che attesta la natura pacifica di Harry; una volta scarcerato, Harry tornerà da Molly e riprenderà il suo lavoro di tuttofare, che svolgeva ancora durante la lavorazione del film.

## Produzione
Le riprese del film sono iniziate nel settembre 2016 ad Atlanta e sono proseguite a Dallas.

## Promozione
Il primo trailer del film viene diffuso il 23 febbraio 2019.

## Distribuzione
Il film è stato distribuito nelle sale cinematografiche statunitensi a partire dal 15 marzo 2019.